# 吹き替え
吹き替え（ふきかえ、吹替）は、
1. 劇映画などで俳優の演技の一部を他の者が成り代わって演じること。危険な演技、性的な演技、楽器演奏や歌や台詞などを俳優より優れた演者で代替する。スタントの分野ではスタントダブル (stunt double) と呼ばれる。
2. 劇映画などで台詞の音声を別の言語に差し替えること（Dub localization）。アフレコ。例えば、異なる言語の市場で上映・販売するため映像はそのままに元の台詞を市場に合わせた言語に変える。

## 代役
草分け時代の無声時代の映画では、危険な場面も俳優自らが代役なしで演じることが活動写真の面白さと考えられた。ハリウッドの三大喜劇俳優チャップリン、ロイド、キートンは「替え玉」を使わず、すべて本人がアクションを演じたことで人気を博した。映画製作会社が企業として健全な歩みを踏み出した頃から、商品価値のある俳優を大切に扱うという意味と、映画スターが芸術家の仲間入りをしたという二つの理由から「替え玉」、「吹替え」という新しい職業が生まれた。
こうして「俳優の代わりを別の俳優が演じる」という、映画における「吹替え」は、トーキー時代に入ったハリウッド映画界で始められた。この時代の著名な「替え玉俳優」にはリチャード・タルマッジ（Richard Talmadge）がいる。ハリウッドでは「吹替え俳優」のことを、これを主題とした1933年のRKO映画『Lucky Devils』（日本公開題名『幸運の悪魔』）から採って、「lucky devil」と呼ばれた。
タルマッジはダグラス・フェアバンクスの替え玉からスターになった俳優だった。のちに主演作を得てフェアバンクスよりも人気が揚がっても、フェアバンクスの映画では必ず替え玉を演じた。その義理堅さはハリウッドでも美談として評判となり、日本にも伝えられた。
日本映画界でこの「吹替え」が採り入れられたのは10年ほど遅れてのことで、当時は「替え玉」とも呼ばれた。このようなアクションシーンだけでなく、撮影日程や俳優のスケジュール事情から吹替え俳優が使われることは多数あったが、大河内傳次郎や阪東妻三郎といった昔の俳優は、どんなに遠くて顔の見えないショットでも「自分の形の見せどころだ」として吹替えは使おうとしなかった。
1959年（昭和34年）の大映の柔道映画『講道館に陽は上る』（田坂勝彦監督）で俳優デビューした本郷功次郎は、自身が柔道家であることから、野外ロケで菅原謙二に投げられる場面で吹替えを断り、自ら7本連続で投げられてみせた。田坂監督はこれに狂喜し、また、これを聞いた永田雅一社長も大喜びして「この男（本郷）をスターにしろ!」と至上命令を下したという。本郷によると当時柔道映画ではすべて吹替えが使われ、本当に柔道技で投げられる俳優はいなかったという。

### 日本の吹き替え俳優
トーキー時代の日本での「吹き替え俳優」、「替え玉俳優」としては、松竹蒲田では押本映二、勝見庸太郎、日活では南光明、鈴木傳明、広瀬恒美、マキノ映画では高木新平、隼秀人といった俳優がおり、「冒険俳優」や「鳥人」といったキャッチフレーズで売り出した。
隼秀人は「映画スタア」になりたい一心で、神戸の商館ビルとビルの間にピアノ線を張って、安全具なしのぶっつけ本番で綱渡りを行ったが、このピアノ線は隼が私費で購入し、線を張ったのも本人だった。マキノ映画の鷹羽恵一郎は「替え玉」専門の俳優だったが、京都妙心寺の中門からの飛び降りで脚を骨折し、俳優を辞めて助監督となった。
日本で初めて火達磨になっての吹替えを演じた俳優は中島春雄である。中島が吹替えを演じた昭和20 - 30年代の映画界には、まだ「スタントマン」という言葉は無かったという。

## 声の吹き替え
この項目では、「テレビや映画などでの音声の他言語への差し替え」（声の吹替え、Dub localization、ローカライゼーション/翻案の一種）について記述する。
日本では外国語作品をテレビで放送する時や、子供を対象とした作品に対して日本語による「音声吹き替え版」（日本語吹き替え）が制作されるケースが多い。トーキーが始まった当初は字幕と画面を交互にしていたが、1931年に日本公開されたアメリカ映画『モロッコ』以降は字幕スーパーが主流となった。海外ではアメリカ、ドイツ、インド、フランス、イタリア、スペイン、ポルトガル、ギリシャ、韓国、タイなど一般に吹き替えが主流の国もある。
日本で「音声の吹き替え」が本格的に用いられるようになったのはテレビ放送が始まった1950年代以降である。それ以前、1931年には『再生の港』の日本語吹き替え版が公開されているが、これは在米日本人や日系アメリカ人を起用してアメリカ国内で制作されたものであり、日本国内で制作された最初の日本語吹き替え版は1934年の『空飛ぶ悪魔』である。1935年、パラマウント映画日本支社とピー・シー・エル映画製作所によって複数の日本語吹き替え版が制作・上映されたが、コスト面の問題などから続かず、『ラヴ・パレード 』のリバイバル上映の際に予定されていた吹き替え版が中止となって以降、1954年まで日本国内において日本語版吹き替え版が制作されることは無かった。
テレビ草創期には、テレビ向けの国産の映像ソフトが不足し、外国産の映像ソフトが輸入され、放映される際、民放は主に吹き替えで放送をした。これは初期の小さなテレビ画面と低い解像度での文字数制限と、目の悪い高齢者や字の読めない者に対応するため、テレビ放送に限っては音声の吹き替えが用いられるようになった。
1956年（昭和31年）11月からKRT（現TBS）で放送が始まった実写版の『スーパーマン』では、大平透がクラーク・ケントの声をあてたが、外国人が日本語を話すことに馴染みがなく、奇妙がられたとする逸話が残る。また外国のアニメーション映画では、1954年（昭和29年）に日本で封切りされたディズニーアニメーション『ダンボ』で日本語吹き替え版が製作された。
通常行なわれる吹き替え言語は共通語である。ただし、訛りがあることを特徴付けたいために方言で吹き替えることもあり、そのほとんどは関西弁で行われている。二ヶ国語以上の言語が飛び交うシーンの場合は、（アメリカ映画 / 英語作品の場合）英語の台詞部分を日本語に吹き替え、それ以外の言語（中国語やアラビア語、ロシア語など）は吹き替えず原音+字幕スーパーのままや、あえて英語以外の言語の台詞をそのまま吹替声優が行なうこともある。この時、一部台詞を変えることもある（訳「英語はわかるか?」→吹き替え「俺たちの言うことがわかるか?」）。日本語台詞の場合、日本人俳優の場合は後述の通りだが、日系人を含むアジア系俳優が日本語を話すシーンのみの場合でも原音のままだったり、特に英語訛りが強すぎる場合などは吹き替えられることもある。
ミュージカル映画など、歌うシーンは原音にする場合やオリジナル歌詞または日本語に訳した歌詞を吹き替え声優が歌う場合もある。
また一部の報道が規制されている国や地域では、ニュース番組の市民のインタビューでも吹き替えが行われる場合がある。かつて旧社会主義国では常套手段であり、現在でもこの手法が使用されている国もある。また外国人のインタビューでは、翻訳された字幕が本人の発言の趣旨と一致しない場合もある。

### 声優の配役
日本語吹き替えの配役は、アニメとは異なりオーディションはほとんど行われず、プロデューサーやディレクターなどが声優を指名して決めることがほとんどである。ただし、ディズニー作品、スティーヴン・スピルバーグ作品、ジョージ・ルーカス作品などでは指名ではなく、アニメ同様オーディションが行われる。
草創期の吹き替えの声優は、放送局の放送劇団と並んで、新劇系の劇団から起用することが多く、七曜会、三期会、新人会といった劇団がユニット出演契約を結んでいた。その後も新劇系の劇団員はキャスティングの中心となっており、文学座、テアトル・エコー、劇団青年座、演劇集団 円、劇団昴が代表的である。声優プロダクション所属の声優もキャスティングされるが、アニメやゲームと比較すると新劇系の劇団員の比率が高い。劇団員が重用されるのは歴史的経緯に加え、実写の演技に精通しているからである。2000年頃、新劇系の俳優は日本俳優連合のランクを登録していない者も多く、制作側としては演技力がありギャラが安い俳優を起用できるメリットがある。
文学座の 梅田濠二郎によれば、過去に劇団員の吹き替え進出に声優業を本職している側から「我々は舞台はやらないのに舞台や映像の役者が吹き替えをやるのはひどいじゃないか」と意見が上がったこともあるとされる。
日本人俳優・女優が出演した外国映画作品では、吹き替え版の収録においても演じた本人が外国語台詞部分を吹き替える場合もあるが、演じた本人ではなく別の声優が吹き替えているケースもある。これは主に俳優のスケジュールやギャランティーの都合、吹き替え版収録時にはすでに引退または死亡したといった理由からである。その際バランスを考え、日本語の台詞を含めすべて吹き替える場合や、日本語の台詞がほとんどで外国語の台詞がわずかな場合はカットする（地上波テレビ放送）場合もある。
アメリカにおいては、吹き替えの際に元の声と声質が似ている声優をあてるのが通例となっている。俳優一人ごとに吹き替え専用の声優がいるほどである。なお、アメリカでは親子や兄弟の配役にも似たような顔立ちの俳優を選ぶことが多い。
また、未公開シーンの修復例として『スパルタカス』では、ローレンス・オリヴィエにゆかりのあるアンソニー・ホプキンスが台詞の吹き替えを担当している。

### 収録
翻訳家はビデオと台本を元に、原音の声に合うように、長すぎもせず短すぎもしないように日本語に台詞を翻訳する。音響監督の誤訳や長さのチェックを経て、台本が完成すると、事前に声優にビデオと台本が渡され、声優はあらかじめ役柄を掴んでおく。録音日にはプロデューサー、音響監督、声優がスタジオに集合し、音響監督の指示を受けて、まず最初のリハーサル。このときに問題があれば、台詞を直したり、演技に駄目出しをして、ラステスと呼ばれる次のリハーサルとなる。そして最後に本番である。声優は3つから4つのマイクを何人かで共同で使い、ヘッドフォンで原版の台詞を聞きながら、画面と台本を交互に見て、自分の役が来たら台詞を発する。プロデューサーや音響監督などスタッフは、声優たちのいる防音された録音ブースとは区切られて、金魚鉢と呼ばれる録音機材に囲まれたブースから指示を出す。声優が台詞をとちってNGを出すと、抜き録りをして、声優は出番を終える。その後は、ミキサーや音響効果といったスタッフが、音響監督の指示の下、日本語の台詞と原音の音楽と効果音を合わせるダビングを行なう。マイクで録音したままの台詞は使えないため、電話の声ならそれらしくエフェクトをかけ、近づいて来る人物の声なら映像に合わせて音声のレベルを調整するといった具合である。
今日では、台詞が録音されていない音楽と効果音のみのMEテープに、日本語の声を録音するアフレコで行なわれる。しかし録音機器などアフレコ技術が発達していない1950年代には生放送で吹き替えを行つていた。生放送時代の吹き替えは狭いアナウンスブースに出演声優が全員入り、1本のマイクを取り合いながら台詞を喋っていたが、読み間違いなどのミスも多かったとされる。日本語音声をテープで収録するアフレコは、1956年4月8日から日本テレビが放送した海外アニメ『テレビ坊やの冒険』から始まったが、6ミリオーディオテープに収録された音声を映像とシンクロさせるのが難しく、16ミリ磁気フィルム録音装置が導入されたのは同年10月27日に日本テレビで放送された『ジャングル・ジム』第11話からとされている。この時点ではスタンシルホフマン製の録音機が一台あるのみであったが、ソニーが16ミリ磁気フィルム録音装置の販売を開始したことから普及し、吹き替え収録用スタジオが数多く設立された。
TBSは他局がアフレコによる吹き替え版の放送を開始した後も生放送による吹き替えを続けていたが、1958年にアフレコによる吹き替えを導入した。
編集技術が未発達の初期の録音では台詞を失敗すると、再び最初からアフレコし直しとなり、声優の負担は大きかった。NHKが音声のシンクロ用に2台の映写機を用いて作品の映像と台詞の音声波形を同時に投映する装置を開発し、台詞のタイミングを合わせやすくし、声優の負担が軽減された。初期の録音スタジオは防音設備も整っておらず、スタジオの外にいた犬の鳴き声が原因でアフレコがやり直しなるほどであった。録音用テープも高価であり、かつてアテレコ口調と言われた独特の平板な喋り方は、演技力よりも何よりも台詞を失敗しないことを最優先にして培われたものである。MEテープが無い場合には効果音と音楽も効果スタッフや選曲家が原音に似た効果音や音楽を用意していた。録音技術が発展したことで演技力に重点を向けることが可能になったとされる。
デジタル録音を用いた収録が行われるようになって収録の合理化が進み、制作費を安く抑えることが可能になったことから、予算の少ない専門チャンネルなどでも吹き替え版を制作して放送することが可能になったとされる。

### 日本語版制作会社
日本語版音声の制作は専門の音声制作会社が行なう。当初はテレビ局が行なっていたが、1960年代前半頃より外部のプロダクションに発注するようになった。日本語版制作会社には、太平洋テレビジョン、トランスグローバル、東北新社、ブロードメディア・スタジオ（旧：ムービーテレビジョン）、グロービジョン、コスモプロモーション、ザック・プロモーション、ニュージャパンフィルム、ACクリエイトなどがある。
テレビ用の吹き替えの制作会社はテレビ局に指名権があり、配給権を持つ会社が吹替版制作を行っている業者であっても制作を担当できるとは限らないとされる。

### 吹き替えの種類
作品の公開状況や媒体によって異なる（以下は主に作られるものである）。権利元が制作した一種類に統一するなど一作品に一つとなることもあれば、一つの作品に複数の吹き替えが制作されることもある。
劇場公開版
劇場公開時に制作されるもの。かつては日本語字幕のみの公開が多かったことから数は少なくアニメ映画や後日公開、再公開が中心だったが、1999年以降は大作やメジャースタジオ配給の作品を中心に多く作られており、二次利用も想定されているためソフトや配信、テレビ放送時などに流用される場合が多い。基本的には原語に忠実である。本国から翻訳や演技面の監修が行われたり、作品に合わせてサラウンド制作されていることが多いのも特徴である。
ソフト版
メディアソフトに収録のため制作されるもの。レーザーディスクやVHS発売のため制作されるようになった。当初は技術的な問題から原語音声との併録が困難だったため字幕（原語音声）のみ発売される作品も多かったが、字幕版と別に「吹替版」として単体発売するなど主にVHSでソフト版は数を増やし、複数の音声が収録可能になったDVD以降は多く作られるようになった。劇場公開版と同じく原語に忠実なものが多い。
テレビ版
かつて（ソフトや配信が無い時代）は主流だった、テレビ局が主体となり制作されるもの。放送枠に合わせて本編をカットした上で収録されるケースが多いが、ノーカット放送の場合などノーカット収録されることもある。収録自体はノーカットで行い、ディレクターが放送枠に合わせてカット編集を行うということもある。基本的に2年間で3回までの放送との契約で権利を借り受けて制作し、契約期間終了後にマスター音源は権利元に渡される。
著作権は制作局ではなく映画会社に帰属するため、権利を取得すれば他局での放送やソフト化などの二次利用は可能である。当初は契約期間終了後に他局で放送された際に二次使用料が支払われることはなかったため、声優運動に発展し、日本俳優連合外画・動画部会が生まれるきっかけとなった。かつては局ごとに制作方針や競争意識があったことから、既に他局で吹替制作がされていても新録することや、同じ局でも音源紛失やクオリティを上げるためなどの理由で録り直すことがあった。また、テレビ放送という都合上「面白い番組にする」ことも必要なため、台詞の変更や声優に原音とは異なる演技を要求するなど、独自の演出を加えることがある。2010年代以降は映画番組枠の減少や映画番組における洋画放送が少なくなったことに加え、映画配給元から指示される場合もあり、劇場公開版など既存の吹替を流用する機会が増加している。『金曜ロードショー』のプロデューサーは2020年に、費用の関係から新規制作することが困難になっているが「その灯も絶やさないようにしていきたい」と述べている。
機内上映版
飛行機の機内上映のためだけに制作されるもの。どの航空会社でも使用できる「マルチ版」と、航空会社自体が制作に関与し1社でしか使用されない「シングル版」に区分され、近年はマルチ版が主流となっている。かつては配給ルートが通常と異なり、電通などの大手広告代理店が独自に上映権を買い付け吹替版を制作、それを航空会社に売るという形だった。声優の若山弦蔵は機内版について1980年に「テレビ版より予算が潤沢」と語っており、豪華声優陣となることも多かった。1970年に行われた日本放送芸能家協会放芸協、芸能マネージャー協議会、新劇団協議会、電通の4者協議の結果、機内用音源は機内上映のみの使用に限ると規定されており、上映期間が終わった音源は、契約の問題から破棄されるといわれる一方で、二次利用のアテもなく航空会社の倉庫に保管されているとの情報もあり、マルチ版は後にソフト収録されることがある。その他、海外の会社が制作して航空会社に納品するというケースもあり、その場合は「日本語が変」なものになるという。
VOD版
動画配信サービスなどビデオ・オン・デマンドなどのために制作されるもの。カットされたテレビ版しか存在しない旧作に制作されることもある。

### 吹き替え専門レーベル
近年、外国語映画をテレビ版で見ていた年代が、その時の吹き替えを見たいという要望が多くなったため、こういったテレビ放送版吹き替えを専門的に扱うパッケージレーベルが登場している。また、レーベル化はされていないものの、一度パッケージ化されている作品にテレビ版吹き替えを収録した新パッケージを発売した物も存在する（007シリーズや『トゥルーライズ』、『ターミネーター2』など）。
- 思い出の復刻版（ユニバーサル・ピクチャーズ）
- 吹替の帝王（20世紀フォックス）
- 吹替の力（ワーナー・ブラザース）
- 吹替洋画劇場（ソニー・ピクチャーズ）

### 諸外国の場合
アメリカ合衆国では字幕が嫌われるため、吹き替えが主流となっている。吹き替え、特に日本製アニメ作品の仕事の大半は俳優の労働組合を通さないノン・ユニオン仕事であり、ユニオン仕事であってもギャラが時給60ドル程度と安く、再放送やビデオグラム化された際に再使用料を支払われることもないとされる。労働環境の悪さや技術的な問題から、吹き替えの仕事を嫌っている声優も多いとされる。ジョニー・ヨング・ボッシュによれば2018年の時点では日本アニメのギャラがアメリカのアニメーション作品よりも高額であることもあるとされる。
映画俳優組合が2003年に定めた規定では、吹き替えの仕事は3つのカテゴリーに分けられており、最低労働時間は2時間で一日の労働時間は8時間までと規定されている。報酬は劇場公開用作品は時給84.75ドル。テレビ放送用作品は時給64,25ドルで、複数回出演する場合は1話ごとに21.50ドルの追加報酬が支払われる。それ以外の作品は時給64.25ドルとなっている。
2019年、吹き替え業界の改善を目指し吹き替え俳優連合（Coalition of Dubbing Actors、CODA）が設立された。同年7月、Netflix配信用作品の吹き替えが時給83ドルと規定され、2021年に87ドルに値上げされた。
2022年にSAG-AFTRAの規定が改訂され、吹き替えの報酬は作品に関係なく時給87ドルと決められ、カテゴリーも劇場公開用作品とプライムタイムで放送されるテレビ番組と1500万人以上の会員数の定額制動画配信サービスがカテゴリー1とされ、ギャラの50％にあたる額を再使用料として支払う必要がある。それ以外の作品はカテゴリー2となり、再使用料の支払いは行われない。ノン・ユニオン作品の報酬は最低労働時間は2時間で時給125ドルが基本とされた。
外国製コンピュータゲームの英語吹き替えの報酬は4時間で1,353ドルとなっている。
英語の吹き替えはアメリカに比べ人件費の安いカナダの会社に制作が委託されることも多い。
香港映画は1980年代までは音声のみ俳優とは別の人物が吹き替えていた。香港の現地語である広東語だけでなく、中国大陸や台湾向けに北京語や香港在住のイギリス人や中国語圏以外の海外向けに英語の吹き替え版を製作している。1990年代以降、演じる俳優本人の声を収録するケースが増えている。かつては日本映画やアニメなどの英語吹替の制作も香港で行われていたが、1990年代以降は下火になっている。これはインターネットを用いたファイル転送などが可能になったことなどで、吹き替えのコストが下がり、カナダの業者に制作を依頼する権利元が増えたことが理由とされる。
大韓民国では、基本的に声優劇会が一手を担っており、放送局所属だが、フリーランスの声優によって賄っている。また、原語音声と声質がより近い声優を起用している。英語圏諸国を中心とした実写作品は、違う作品であっても吹き替える俳優毎に同じ声優を使い回す傾向にある。日米を中心とした外国製テレビアニメーションは、同じ作品であっても、放映局を変える度に声優陣をひっきりなしに入れ替えている。